# Astrid Günther-Schmidt
Astrid Günther-Schmidt (* 28. November 1962 in Frankfurt am Main) ist eine deutsche Politikerin (Bündnis 90/Die Grünen). Von 2004 bis 2009 war sie Mitglied des Sächsischen Landtags.

## Leben
Astrid Günther-Schmidt legte 1983 ihr Abitur am Wirtschaftsgymnasium in Bad Segeberg ab. Von 1983 bis 1987 studierte sie Volkswirtschaftslehre an der Universität Hamburg und von 1987 bis 1990 an der Universität Köln.
Sie arbeitet 1991/92 als Dozentin und staatlich anerkannte Ersatzschullehrerin im Bildungszentrum für informationsverarbeitende Berufe in Görlitz und war im selben Ort von 1993 bis 1998 in der Stadtverwaltung als Direktorin der Volkshochschule sowie als Amtsleiterin für Weiterbildung tätig. In dieser Zeit war sie 3 Jahre im Erziehungsurlaub. Von 1999 bis 2001 arbeitet sie als Berufsschullehrerin am Beruflichen Schulzentrum für Technik in Zittau. Neben ihren Festanstellungen war sie von 1995 bis 2004 zudem als freiberufliche Dozentin tätig.
Astrid Günther-Schmidt ist geschieden, evangelisch-lutherisch und hat einen erwachsenen Sohn.

## Politik
Seit 2002 war sie Mitglied im Kreisverband Löbau-Zittau von Bündnis 90/Die Grünen, seit 2006 ist sie es jedoch im Kreisverband Görlitz. Zwischen 2003 und 2005 war sie Mitglied im Landesvorstand der Grünen Sachsen und deren Bildungspolitische Sprecherin.
Von 2004 bis 2009 gehörte sie dem Sächsischen Landtag an. Sie zog über den dritten Platz der Landesliste in diesen ein. Innerhalb des Parlaments war sie Mitglied im Ausschuss „Schule und Sport“ sowie ehemals im Petitionsausschuss. Zusätzlich hatte sie die Aufgabe der Bildungspolitischen Sprecherin ihrer Fraktion.
Die auf ihrer Homepage beschriebenen Schwerpunkte sind die politische Arbeit für eine moderne Schulpolitik und der Kampf gegen den Rechtsextremismus. Sie koppelt diese beiden Punkte, indem sie der Meinung ist, dass je höher das Bildungsniveau, umso geringer die Anfälligkeit für rechtsextremistische Verführungen sei.
Bei der Landtagswahl 2009 trat sie nur als Direktkandidatin im Wahlkreis Niederschlesische Oberlausitz 2 an und verpasste den Wiedereinzug in den Landtag.